# Vikers landskommun
Vikers landskommun var en tidigare kommun i Örebro län.

## Administrativ historik
Landskommunen bildades 1878 genom en utbrytning ur Nora landskommun i Nora och Hjulsjö bergslag i Västmanland.
Vid kommunreformen 1952 uppgick den i Noraskogs landskommun, som upplöstes 1965 då detta område uppgick i Nora stad som 1971 ombildades till Nora kommun. 

## Politik

### Mandatfördelning i Vikers landskommun 1938–1946
| 15 | 3 | 2 |

| 20 |

| 16 | 4 |

| 20 |

| 3 | 12 | 5 |

| 20 |